# Лагарфльоут
Лагарфльоут (исл. Lagarfljót) или Лёгюринн (исл. Lögurinn) — озеро, расположенное в восточной части Исландии на территории общин Мулатинг и Фльоутсдальсхреппюр в регионе Эйстюрланд, вблизи города Эйильсстадир. Озеро занимает площадь 53 км² на высоте 20 метров над уровня моря. Длина расположенного в узкой впадине озера составляет 35 км, наибольшая ширина 2,5 км, а глубина достигает 112 метров. Через озеро протекает одноимённая река. Уровень вод в озере и реке значительно увеличился в связи с вводом в эксплуатацию гидроэлектростанций Лагарфосс (исл. Lagarfoss) в 1975 году и Карахнюкар (исл. Kárahnjúkar) в 2007 году.
Недалеко от озера находится водопад Хейнгифосс, высота которого составляет 128 метров. Это один из самых высоких водопадов в Исландии. Около южной оконечности озера находится ещё один водопад под названием Литланесфосс.
Согласно легенде в глубинах озера обитает чудовище, известное как Лагарфльоутский змей. Первое упоминание этой легенды зафиксировано в 1345 году.